# Ла Игерита (Гвадалупе и Калво)
Ла Игерита (шп. La Higuerita) насеље је у Мексику у савезној држави Чивава у општини Гвадалупе и Калво. Насеље се налази на надморској висини од 1400 м.

## Становништво
Према подацима из 2005. године у насељу је живело 11 становника.

### Хронологија
| Година       | 2000        | 2005 |
| ------------ | ----------- | ---- |
| Становништво | 18 (7 / 11) | 11   |

### Попис
| # | Индикатор                        | Вредност |
| - | -------------------------------- | -------- |
| 1 | Укупно појединачних домаћинстава | 2        |